# 韓国における政党史
韓国における政党史では、1945年8月の解放（光復節）以後、現在までの韓国における政党の変遷過程について説明をする。

## 解放直後から大韓民国建国まで
8月15日の解放以後、呂運亨を中心に左翼・中道勢力が「建国準備委員会」（略称：建準）を結成、一方の保守民族主義勢力は国民大会準備会（アメリカ軍の仁川上陸を翌日に控えた9月7日、宋鎮禹や金性洙、徐相日、金俊淵、張沢相、金東圭等の民族主義者が中心となって結成）を基礎にして9月に宋鎮禹や金性洙を中心に「韓国民主党」（略称：韓民党）を結成したが、米軍が南朝鮮に進駐した時点で、政党や政治団体の数が70余りにも及び、1946年9月までに米軍政庁と各道庁に登録された政党数は107にも昇った。これらの政党は、朝鮮共産党や朝鮮人民党などの左派政党を別にして理念や政策の違いは殆どなく、近代的な政党政治のための基盤が未整備な状態の中、政治指導者の個人的人脈や地縁によって作られた名望家政党もしくは幹部政党の色合いが強かった。これらの政党及び政治グループはやがて、解放直後に結成された建準から改変した「朝鮮人民共和国」（以下、人共）の系譜を受継いだ社会主義若しくは共産主義者勢力（左派勢力）と、中国重慶に置かれていた大韓民国臨時政府（以下、臨政）を支持する保守民族主義勢力の二大勢力に収斂していくことになった。
|                 | 右翼   | 中道右翼 | 中道  | 中道左翼 | 民戦 (左翼) |
| --------------- | ------ | -------- | ----- | -------- | ----------- |
| 政党数          | 44     | 18       | 9     | 6        | 41          |
| 全党員数 (千名) | 12,483 | 4,028    | 2,882 | 4,609    | 14,450      |

出典：“法政大学出版局『韓国現代政治の条件』崔章集著・中村福治訳”の81頁上段の図より政党数と党員数を引用して作成した。
左派勢力と右派勢力がしのぎを削る中、1947年3月のトルーマン・ドクトリンに始まる米ソ冷戦の激化で、米国は信託統治や左右合作による南北統一政府樹立方針から南朝鮮のみでの単独政府樹立に方針を転換し、左派勢力に対する弾圧を強化したことで、左派勢力は地下潜行を余儀なくされた。また中道勢力は、左右対立の真只中で両派からの攻撃を受け、分裂を繰り返し、両派に修練していくことになった。1948年5月10日に行われた初代総選挙には、単独政府を主張してきた韓民党と李承晩を総裁とする大韓独立促成国民会（独促）やそれに近いグループのみが参加し、金九ら南北協商派や金奎植など中道勢力は選挙への参加を拒否した。そのため、制憲国会では李承晩を支持する右派勢力が圧倒的多数を占めた。しかし、李承晩を支援してきた韓民党は、議院内閣制導入や国務委員（閣僚）の配分をめぐって、袂を分かつことになった。

## 第一共和国時代の政党体制

### 「自由党」結成
李承晩大統領は就任当初、超然主義を採り、与党（この場合の与党は大統領本人が所属している政党）を持たなかった。しかし、朝鮮戦争直前に行われた第2代総選挙（1950年5月30日）にて前回選挙をボイコットした南北協商派や中間派が参加し、李承晩と距離を置く無所属候補が多数当選した。そのため、李承晩は自身の与党となる「自由党」を結成し、1952年に半ば脅迫的な手段で間接選挙から直接選挙制にするための憲法改正を実施した（釜山政治波動）。
自由党は、政府の強い影響下にあった大韓婦人会、大韓青年団、大韓労働組合総連盟（労総）、大韓農民組合総連盟（農総）など院外団体を動員し李承晩自身の当選を確実なものとするために作られた政党で、本来の意味における政党とは言いがたかった。権力者が政権を獲得した後で、権力維持の手段として政党（与党）を急造するという第五共和国までの韓国における与党結成パターン（先・政権獲得、後・創党）はこの時、作られたといえる。初代総選挙と第2代総選挙では、無所属や政党ではない社会団体が議会内の多数を占めていたが、1954年の第3代総選挙では与党自由党が半分以上の議席を占めた。他方で野党勢力は、李承晩と袂をわかった韓民党の後身政党である民主国民党（民国党）が全議席の7%台、それ以外の政党を含めても10%台に留まり、過去2回の総選と同じく無所属当選者が自由党に次ぐ、第二勢力になった。

### 統合野党「民主党」結成
1954年の四捨五入改憲をきっかけに、民国党や自由党から排除された勢力や反李承晩無所属勢力を結集した「民主党」（1955年9月）が結成された。翌1956年の正副大統領選挙では、選挙運動最中に正大統領候補の申翼熙が遊説中に急死する悲運に見舞われたが、副大統領候補の張勉が自由党の李起鵬候補を破って当選を果たし、李承晩政権への不満を反映する結果となった。直後に行われた地方選挙では市・邑・面の首長および議会選挙で自由党が圧勝したが、ソウル特別市・道議会選挙では民主党がソウル特別市議会で圧勝、その他の都市部でも優位に立った。2年後の第4代総選挙（1958年5月2日）では、自由党は過半数を維持したものの、都市部を中心に民主党が躍進して憲法改正阻止線である三分の一を単独で確保することに成功した。“圧倒的な資金力と人的動員力を誇り、農村部を地盤とする政府党”と“都市部を地盤とし、資金力と人的動員力に劣る保守野党”を主軸とした第六共和国までの韓国における政党政治の基本的構図（与村野都）がこの選挙で形成されることになった。
1956年大統領選挙で善戦した曺奉岩は、韓国における本格的革新政党の先駆けである進歩党を結成し、支持拡大を図った。しかし、第4代総選挙を目前にした1958年1月に曺奉岩以下党幹部多数が国家保安法違反容疑で逮捕され（進歩党事件）、党も解党処分を受けた。そして、曺奉岩が処刑されたため、第一共和国時代における革新勢力の活動は、停滞を余儀なくされた。

## 第二共和国時代の政党体制
1960年3月15日の大統領選挙に際して行なわれた大規模な不正に端を発した大規模デモ、所謂「四月革命」によって李承晩大統領は退陣に追い込まれ、与党自由党は事実上解党された。李承晩退陣後に行なわれた第5代総選挙で、民主党が7割以上の議席を獲得して圧勝し、与党となった。
革新勢力は社会大衆党や韓国社会党を結成して選挙に臨んだが、民議院で5議席、参議院で2議席と惨敗し、第一野党とみなすことが出来るだけの政党はなかった。無所属は民主党に次ぐ第二勢力の議席を得たが、大部分は民主党公認が得られず出馬した候補で、選挙後に大部分が民主党に入党した。第二共和国時代の政党体制は、与党となった民主党内で1955年の結成当初から続いていた派閥対立（新派VS旧派）が李承晩政権崩壊で一層激しくなったことで機能不全を起こし、結局、国務総理の座を新派に奪われた尹潽善大統領を中心とする民国党系の旧派が、同年8月に民主党から別れ、翌年2月に新たに「新民党」を結成した（政党登録自体は60年10月に行われている）。
政権与党の分裂で政局が混乱を極める中、1961年5月に軍事クーデター（5・16軍事クーデター）が発生、全ての政党が解散された上、国会も解散されたため、韓国における政党政治は一時中断することになった。

## 第三・第四共和国時代の政党体制
朴正熙政権は、1961年〜1979年のおよそ18年間にわたって続いたが、政治体制で区分した場合、直接の軍政期間（1961年〜1963年）と、第三共和国（1963年〜1972年）、第四共和国（1972年〜1979年）の三つに区分される。第三共和国は軍部を後ろ盾とした政府党体制であったが、第四共和国では朴正熙の個人独裁の色彩が強くなり、政府党である共和党は脇に追いやられる形となった。一方、野党勢力は離合集散の後、新民党に一本化されたが、常に対政府穏健派と強硬派による主導権争いで動揺を続けた。

### 与党・共和党の発足
5.16軍事クーデターで政権掌握した軍部（国家再建最高会議）は、政治活動がまだ禁止されていた1962年夏頃から金鍾泌中央情報部部長を中心に民政移管後の与党となる政党作りを進め「民主共和党」（共和党）を1963年2月に創党した。共和党は旧来の政治経験者を排除し、学界・言論界・法曹界・財界の出身者を中心に組織された政党で、党総裁を中心とした少数のエリートによって運営される体制となっていた。結党準備過程では62年末に明らかになった党機構案（通称：金鍾泌プラン）をきっかけとして、金鍾泌派と金東河派との間で対立が生じる等、正式に共和党を旗揚げするまでには、紆余曲折があり、一部勢力は野党人士と共に自由民主党を結成した。
また軍部は民政移譲に備えて1962年12月に政党法（これ以前の政党要件は米軍政時代の1946年に公布された米軍政法令第55号「政党に関する布告」にて「政治的活動に従事する者が3人以上いる団体と規定しており、非常に緩やかであった。そのため米軍政期と第一共和国時代に政党が乱立する一因となった）を制定、政党の国家管理を模索した。同法では、立候補者の政党推薦制度、国会議員が政党を離党若しくは変更した場合や政党が解体された場合の議員資格喪失、無所属の立候補禁止などが盛り込まれていた。

### 野党の乱立
1963年2月以降、これまで規制されていた政治活動が張勉など一部政治家を除いて解禁され始めると、在野勢力（この場合は第二共和国時代の与党勢力）は野党勢力を糾合した単一野党を結成する動きを見せたが、大統領候補一本化を巡って分裂。結局、旧派系（新民党）が「民政党」（1963年9月12日）を結成、新派系（民主党）は「民主党」（63年7月18日）を再結成、過渡期政府を率いた許政を中心としたグループは「国民の党」（63年9月5日）を結成した（表2参照）。野党候補乱立の結果、朴正煕が第6代大統領選挙で民政党の尹潽善に僅差ながら勝利し、続く第6代総選挙でも共和党が六割を超える議席を得て圧勝した。なお、後に大統領の座を争うことになる金泳三と金大中は当時、金泳三が旧派系の民政党、金大中が新派系の民主党に属し、若手政治家として徐々に頭角を現してくることになった。
| 党名       | 備考                                         |
| ---------- | -------------------------------------------- |
| 民政党     | 民主党旧派（尹潽善系）が主体となって結成     |
| 民主党     | 民主党新派が結成。                           |
| 自由民主党 | 旧派（金度演系）と共和党の一部が参加して結成 |
| 国民の党   | 許政を中心とする雑多な勢力が結成             |

### 統合野党「新民党」結成
旧派系（民政党）と新派系（民主党）で分裂していた野党勢力は、1965年4月の日韓会談協定案の仮調印に対する反対闘争を契機に合同を推進し、同年5月に結党宣言、6月14日に全党大会を開いて保守野党勢力を統合した「民衆党」を発足させた。しかし、日韓協定の批准を阻止するための手段として尹潽善旧民政党総裁を中心とする強硬派が国会議員総辞職を主張したのに対し、議会内闘争を重視する穏健派（柳珍山派）がこれに反対して対立、強硬派が民衆党を脱党して1966年3月に「新韓党」を結成し、一年足らずで野党勢力はまたもや分裂する事態となった。
第6代大統領選挙を前に、前回選挙で野党勢力が分裂したことで朴正煕に敗北した教訓から、再び野党勢力統合の動きが具体化された。そして1967年2月7日に民衆党と新韓党の統合大会が開催され、「新民党」が正式に結成された。同時に行なわれた大統領候補指名大会では尹潽善が大統領候補に指名された。しかし、大統領選挙では旧民衆党と旧新韓党系の連携が充分にできなかったこともあり、共和党の朴正煕に前回より大差をつけられて破れ、政治的権威が失墜した尹潽善は政治の第一線から退くことになった。

### 新民党の「40代旗手論」
1969年、当時の第三共和国憲法で「大統領は一回に限って再任することができる」と規定されていた3選禁止条項を、与党共和党が「大統領の継続任期は3期に限る」と3選ができるように半ば強引に改正（3選改憲）したことで、朴正熙の3選への道が開かれた。
3選改憲が行われた同じ年の6月、新民党の総裁で次期大統領候補として有力視されていた兪鎮午が急病に倒れ、新民党は候補者不在の状態となった。その最中の11月、當時院内総務であった若手議員の金泳三（当時43歳）が「40代旗手論」を唱えて、大統領候補に名乗りを上げた。
これに呼応する形で、金大中（当時44歳）と政治浄化法による政治活動規制から解除されたばかりの李哲承（當時47歳）も大統領候補指名選挙への出馬を宣言した。党内の年功序列を無視する形での指名選挙への出馬は、柳珍山を初めとする長老達の反発を受けたが、長老支配の野党に対する反発と「40代旗手」が主導する野党に期待する世論の支持を受けた。
こうして、新民党の候補者指名選挙は金泳三と金大中、李哲承の「40代旗手」で争われることが決定し、当初候補指名選挙に意欲を示していた柳珍山は党総裁に回ることを余儀なくされた。1970年9月に開かれた党大会で候補者指名選挙が行われ、金泳三が金大中を抜いて第一位となった。しかし過半数には達しなかったため、決選投票が行われ、金大中が李哲承の支持を得て僅差で金泳三に勝利し、新民党の次期大統領候補に選出された。當時、金大中は党内非主流派である新派系に属し、党内での基盤は弱かったが、金泳三の出馬で主流派（珍山派）が分裂したことと非主流派の支持を一身に集めたことで勝利することが出来た。以後、金泳三と金大中は、保守野党勢力における領袖として対立しつつも民主化闘争では協力し合い、自らの政治力を強めていった。
1971年の大統領選挙は事実上、共和党の朴正熙候補と新民党の金大中による一騎討ちとなった。朴正熙は与党共和党の膨大な党組織と行政組織が一体となった選挙戦を展開し、金大中を押さえて当選を果たしたが、朴候補は出身者地域である慶尚道地域で金候補も出身者地域である全羅道地域で、それぞれ60〜70%以上の得票を得ており、韓国政治を左右することになる地域対立が際だつ選挙結果となった。
大統領選挙翌月の5月に行われた総選挙で、新民党は珍山波動で党内が混乱状態になっていたにもかかわらず、憲法改正阻止線（三分の一）を大きく上回って躍進した。この結果、政府と与党共和党は再度の憲法改正が不可能になった。

### 第四共和国（維新体制）下の政党

#### 維新政友会の発足
大統領選挙と国会議員選挙の結果に危機感を抱いた朴正熙は、1972年10月に非常戒厳令を布告した上で憲法を改正（十月維新）し、大統領の選出方法を直接選挙制（直選制）から統一主体国民会議による間接選挙制（間選制）にすると共に重任制限を撤廃した。国会議員の選出方法は三分の二を中選挙区制（一律定数2名）で選出、残る三分の一は大統領が推薦した候補者名簿を国民会議が任命する方法に改められ、与党共和党とは別に大統領の意思を反映して行動する維新政友会が組織された。また、第3共和国時代に禁止されていた無所属での立候補も認められるようになった。これらの措置は終身政権を目指す朴大統領にとって障害となりかねない国会を形骸化するための措置であったが、もう一つには政党そのものを統治の手段から排除するための措置でもあった。それまでの与党である共和党においても、10・2抗命波動で党内の反金鍾泌派が一掃され、大統領の意向が従来よりも強く反映されるようになった。

#### 鮮明野党VS穏健野党
当時の有力野党である新民党においては、党総裁であった柳珍山を中心とする対政府穏健派と、金泳三や金大中を中心とする対政府強硬派の対立があり、強硬派の一部議員は民主統一党を結成した。1974年4月28日に柳総裁が急死したことを受けて8月の総裁選挙で当時45歳の金泳三が総裁に当選し、「鮮明」路線を貫き、「維新体制」の打倒と憲法改正を強く主張し、院外闘争も積極的に展開した。
しかし、党内では「鮮明」路線を貫くことで政府から弾圧されることを恐れる穏健派の離反を招き、対立が激化した。そして、1976年9月の党大会では穏健派が多数を占め、総裁による単一指導体制から集団指導体制へと変更、代表最高委員選挙においても、71年の予備選挙で大統領候補の座を金泳三や金大中と争った穏健派の李哲承が勝利した。
盤石と思われた維新体制に対する反発は年を追う毎に強くなり、1978年の総選挙では、新民党は議席数でこそ共和党に優位（61名対68名）を許したが、得票率では32.3%対31.2%と与党を上回る結果となった。党内では再び強硬派の勢いが強くなり、1979年5月の総裁選挙で金泳三が当選した。これに対して同年8月13日、同党の地区党委員長3名が党総裁選挙において党員資格がない者が投票したので選挙は無効であるとして、金泳三総裁と副総裁4名（李敏雨、朴永録、趙尹衝、李基澤）の職務停止仮処分申請をソウル民事地方裁判所に提出した。仮処分申請を受けた裁判所は9月8日、金泳三総裁と副総裁4名の職務執行と権限行使を停止、鄭雲甲（全党大会議長）を総裁職務代行者に任命する決定を下した。この事態に対し新民党は金泳三体制を転覆させようとする政治的謀略だとして強く反発、党内は金泳三総裁と鄭雲甲総裁代行間で激しい対立が生じたが、その後10月26日に朴正熙が暗殺された事件（10・26事件）によって政局が大変動したことを受け、仮処分申請が取り下げられ、金泳三を中心とする党指導部はその機能を回復することが出来た。

## 第五共和国（全斗煥政権）時代の政党体制
朴大統領暗殺後、緊急措置が解除され金大中を初めとする政治犯の釈放、公民権回復などつかの間の政治的自由いわゆる「ソウルの春」が訪れた。その最中、金泳三（新民党総裁）、金大中（在野民主化運動家）、金鍾泌（共和党総裁）の所謂「3金」が政治の主役に躍り出て、ポスト維新後の主導権争いを展開、新民党は金泳三支持派と金大中支持派によって事実上の分裂状態に陥った。こうして政局が混迷する最中、前年12月の粛軍クーデターで軍を掌握した全斗煥をリーダーとする新軍部が1980年5月、非常戒厳令拡大措置によって政治の実権をも掌握し、再び軍政へと逆戻りすることになった。

### 両党制から多党制へ
政権掌握した新軍部勢力は、三〜四程度の政党からなる多党制（正確に言えば非競合政党制の「ヘゲモニー政党制」）を指向し、自分たちを脅かす野党勢力の進出を封じ込めようと考えた（全斗煥大統領自身も、両党制が朴正熙政権時代における政治の両極化と極限化を招いたとして、多党制を指向する旨の発言を記者会見でしている）。また選挙制度も定数2名の中選挙区制と全国区（比例代表制）との並立制とし、有力野党を複数誕生させるにした。政治資金の法律に関しても4大政党を優遇する政党補助金制度を新たに創設した。そして新軍部が事実上制定した第五共和国憲法の公布と同時に、朴正熙与党の民主共和党、野党の新民党など第四共和国における政党は全て解散させられた。
政治活動禁止措置が解禁された後、新軍部は朴正熙政権時と同様に与党としての民主正義党（民正党）を1981年1月18日に創党した。一方の野党勢力も、旧新民党の政治家を主体とした民主韓国党（民韓党）、旧共和党及び維新政友会の政治家を主体とする韓国国民党（国民党）が相次いで創党された。しかし、金泳三・金大中・金鍾泌のいわゆる「三金」を初めとする与野党の有力政治家は軒並み“政治風土刷新のための特別措置法”によって、政界を強制追放させられたため、野党は軒並み、官製色が強いものとなった。

### 「民推協」と「新韓民主党」（新民党）の誕生
上道洞系（金泳三派）と東橋洞系（金大中派）の元政治家を中心に結成された在野政治団体である民主化推進協議会（民推協）を後ろ盾として1985年1月に結成された新韓民主党（新民党）は、「鮮明野党」、「大統領直接選挙制の復活」を公約に掲げ、結成直後の2月に行われた総選挙にてソウルや釜山など都市部で躍進し、「官製野党」と揶揄されていた民韓党を大きく上回る67議席（全国区15議席）を獲得して野党第一党となり、民韓党は選挙直後から離党者が続出し数議席たらずの群小政党に転落した。結果、第12代国会において新民党は103議席を有する巨大野党となり、与党民正党に対して対峙する両党制の状況が出現した。こうして勢いを得た野党勢力は、憲法で定められた大統領選挙が行われる1987年に照準を定めて政府与党に対する攻勢を強めていった。
| 党派           | 第12代総選 （85年2月12日） | 第12代総選 （85年2月12日） | 第12代国会 開院時 （85年5月13日） | 第12代国会 開院時 （85年5月13日） | 備考                                                            |
| 党派           | 議席数                     | 議席率                     | 議席数                            | 議席率                            | 備考                                                            |
| -------------- | -------------------------- | -------------------------- | --------------------------------- | --------------------------------- | --------------------------------------------------------------- |
| 民主正義党     | 148                        | 53.6                       | 148                               | 53.6                              |                                                                 |
| 新韓民主党     | 67                         | 24.3                       | 103                               | 37.3                              | 選挙後、民韓党や国民党を脱党した當選者が大挙、入党。            |
| 韓国国民党     | 20                         | 7.2                        | 20                                | 7.2                               | 當選者3名が同党を脱党（新民党入党）、その後4月18日に3名が入党。 |
| 民主韓国党     | 35                         | 12.7                       | 3                                 | 1.1                               | 當選者の大部分が脱党。新民党に入党                              |
| 無所属・その他 | 6                          | 2.2                        | 2                                 | 0.7                               | 新社党、新民主党の當選者各1名は新民党に入党                     |

出典：국회사무처（大韓民國國會事務處）『대한민국국회 60년사（大韓民國國會60年史）』、587、591頁の記述を元に作成。第12代国会開院時の議席は、“12대國會　開院（12代国会開院）” (PDF) （東亜日報1985年5月13日付1面記事）を参照。

### 新民党の分裂
野党は大統領の選出方法を従来の間接選挙から有権者による直接選挙へと改めることを強く主張した。これに対し、政府与党は議院内閣制改憲を提案し、野党の直選制要求は認めない姿勢を示した。政府の議院内閣制改憲に対し、1986年12月、李敏雨総裁は言論の自由や政府の中立、地方自治の実施、公正選挙保証など7項目の民主化要求を政府が受け入れることを条件としながら議院内閣制改憲に肯定的な姿勢（李敏雨構想）を示した。これに対し金泳三・金大中が強く反発、党内は議院内閣制改憲受け入れを巡って事実上の分裂状態に陥った。
あくまで直選制を求める金泳三と金大中は、新党結成を宣言（1987年4月8日）、新民党議員69名（上道洞系37名、東橋洞系32名）で「統一民主党」（民主党）を結成し、金泳三が総裁に就任した（4月9日結成準備大会、5月1日結成大会）。結果、新民党は野党第1党の座から転落することになり、民主化後に行われた国会議員選挙直後に解党した。
| 党派           | 1986年4月9日現在 | 1986年4月9日現在 | 1987年4月29日現在 | 1987年4月29日現在 | 備考 |
| 党派           | 議席数           | 議席率           | 議席数            | 議席率            | 備考 |
| -------------- | ---------------- | ---------------- | ----------------- | ----------------- | --- |
| 民主正義党     | 148              | 53.82            | 147               | 53.65             | |
| 統一民主党     |                  |                  | 66                | 24.29             | - 1987年4月13日創党発起人大会 - 4月29日「統一民主同友会」で院内交渉団体登録 - 5月1日創党大会 - 5月2日政党登録 |
| 新韓民主党     | 90               | 32.73            | 24※               | 8.76              | - 1985年12月31日、議員12名が離党（102→90）。離党した勢力は翌86年8月16日、民衆民主党（民主党）を結成。 - 1987年4月8日、両金（金大中・金泳三）が新党結成を宣言。74名が新民党を脱党（90→16名）。 - 4月29日、民衆党議員が新民党に復党。 ※統一民主党の結成大会が行われた5月1日時点では28名。 |
| 韓国国民党     | 21               | 7.64             | 21                | 7.64              | |
| 無所属・その他 | 16               | 5.84             | 16                | 5.84              | 民主韓国党（3名）含む |

出典：국회사무처（大韓民國國會事務處）『대한민국국회 60년사（大韓民國國會60年史）』、591頁、교섭단체의 구성인원 및 비율（交渉団体の構成人員および比率）と、韓国言論財団運営の｢KINDS」（Korea Integrated News Database System）より検索した新聞記事を元に作成。

### 大統領選挙と野党分裂
1987年6月29日に盧泰愚民正党代表委員（当時）が発表した「6・29宣言」によって、野党や在野が強く要求してきた大統領の直接選挙制復活を軸とする「民主化」が実現した。しかし民主化運動指導者である金泳三と金大中の対立が表面化し、民主党は分裂状態に陥った。金泳三と決別した金大中は民主党内の東橋洞系議員を中心に平和民主党（平民党）を結成した。一方、旧共和党総裁・金鍾泌も政界復帰を宣言（9月28日）し、旧共和党時代の閣僚議員を中心として「新民主共和党」（共和党）を結成した。
| 党派                             | 議席数 | 議席率 | 備考 |
| -------------------------------- | ------ | ------ | --- |
| 民主正義党                       | 146    | 53.68  | |
| 統一民主党                       | 45     | 16.54  | |
| 平和民主党                       | 27     | 9.93   | - 10月30日創党発起人大会 - 11月2日国会に「平和民主会」で院内交渉団体登録 - 11月12日創党大会。翌13日、政党登録 |
| 新韓民主党                       | 22     | 8.09   | |
| 新民主共和党                     | 6      | 2.20   | - 10月5日、創党発起人大会 - 10月30日、創党大会 - 11月11日、政党登録                                           |
| 無所属・その他（非院内交渉団体） | 26     | 9.56   | 民主韓国党と韓国国民党を含む。                                                                                |

出典：국회사무처（大韓民國國會事務處）『대한민국국회 60년사（大韓民國國會60年史）』、591〜592頁の記述を元に作成。創党大会などの月日については金容権編著『朝鮮韓国近現代史事典』（日本評論社）を参照。共和党の議員数は『60年史』に記載がなかったため、10月5日の創党発起人大会に参加した現役議員の人数を記載した。
16年ぶりの直接選挙で行われた同年12月の大統領選挙は事実上、与党・民正党の盧泰愚候補と三金（金泳三・金大中・金鍾泌）の所謂「1盧3金」による争いとなったが、各候補とも政策に大きな差はなく、自分の出身地域における地域感情を動員する選挙運動を行った。その結果、それまで政党体制と有権者の投票行動を規定していた「与村野都」が後退し、地域主義が有権者の投票行動と政党体制を規定する最大の要因として浮上することになった。
| 候補者 | 政党         | 地盤地域                             |
| ------ | ------------ | ------------------------------------ |
| 盧泰愚 | 民主正義党   | TK（大邱市・慶尚北道）               |
| 金泳三 | 統一民主党   | PK（釜山市・慶尚南道）               |
| 金大中 | 平和民主党   | 光州市・全羅道（全羅北道、全羅南道） |
| 金鍾泌 | 新民主共和党 | 忠清道（忠清北道、忠清南道）         |

選挙の結果、民正党の盧泰愚候補が3金を抑えて当選を果たしたが、盧泰愚の得票率は36.6%で全有効得票の4割にも満たず、金泳三と金大中の出馬で野党票が分裂したことが最大の勝因となった。しかし、両候補の間で単一化（一本化）が実現したとしても、嶺南と湖南地域が必ずしも単一候補を共に応援するとは限らず、盧泰愚候補に勝利できるかどうかは微妙であったとの指摘もある。また金大中候補にとっては、分裂選挙で金泳三が出馬した場合、嶺南地域の票が盧泰愚候補と割れることで、自身の当選する可能性が高くなるとの目論見があったとされている。先述したように有力候補者自身の出身地域住民の地域感情を動員する選挙戦を展開した結果、各地域において、その地域の出身者である有力候補一人に票が集中する現象が生じた。特に全羅道では金大中候補が90%以上の支持を集める結果となった。
野党勢力だけでなく、民主化運動を野党と共に進めてきた在野勢力（民主統一民衆運動連合など）も、金大中候補への批判的支持（批支）、金泳三候補を前提とした野党候補の單一化推進（候單）、獨自に民衆候補を擁立（獨候）と三つのグループに分裂した。
|                   | 主要候補得票率    | 主要候補得票率    | 主要候補得票率    | 主要候補得票率 |
| 盧泰愚 （民正党） | 金泳三 （民主党） | 金大中 （平民党） | 金鍾泌 （共和党） |                |
| 全国平均          | 当36.6            | 28.0              | 27.1              | 8.1            |
| ----------------- | ----------------- | ----------------- | ----------------- | -------------- |
| ソウル特別市      | 30.0              | 29.1              | 32.6              | 8.2            |
| 仁川直轄市        | 39.4              | 30.0              | 21.3              | 9.2            |
| 京畿道            | 41.4              | 27.5              | 22.3              | 8.5            |
| 江原道            | 59.3              | 26.1              | 8.8               | 5.4            |
| 忠清北道          | 46.9              | 28.2              | 11.0              | 13.5           |
| 忠清南道          | 26.2              | 16.1              | 12.4              | 45.0           |
| 光州直轄市        | 4.8               | 0.5               | 94.4              | 0.2            |
| 全羅北道          | 14.2              | 1.5               | 83.5              | 0.8            |
| 全羅南道          | 8.2               | 1.2               | 90.3              | 0.3            |
| 大邱直轄市        | 70.7              | 24.3              | 2.6               | 2.1            |
| 慶尚北道          | 66.4              | 28.2              | 2.4               | 2.6            |
| 釜山直轄市        | 32.1              | 56.0              | 9.1               | 2.6            |
| 慶尚南道          | 41.2              | 51.3              | 4.5               | 2.7            |
| 済州道            | 49.8              | 26.8              | 18.6              | 4.5            |

出典：新川敏光・大西裕『世界政治業書 9』ミネルヴァ書房、188頁“表8-4 民主化後の大統領選挙”を参照して作成。

## 第六共和国時代の政党体制
民主化が実現し、制度的民主主義が定着した第6共和国における政党体制の特徴は、政治指導者の出身地域に依拠した地域主義が政党体制を左右するようになったこと、そして、頻繁な離合集散で政党体制が流動化したことが挙げられる。

### 盧泰愚政権前半
前年12月の大統領選挙で露わになった地域主義に基づく政党体制の構図は、大統領選挙から四ヶ月後に行われた1988年4月の総選挙にそのまま持ち込まれ、地域主義が選挙の勝敗を左右する大きな要因となった。与党・民正党は過半数を下回って敗北、強力な地域感情を背景に全羅道とソウル市で効果的に議席を得た平民党が躍進した。この結果、韓国憲政史上初めて与党が議会での多数派の地位を失い（与小野大）、どの政党も国会での過半数を得る事ができない状態が出現した。在野勢力は、「ハンギョレ民主党」や「民衆の党」を結成して選挙に挑んだが、当選者を事実上出すことが出来なかった（ハンギョレ民主党で当選した地域区候補は、当選直後に平民党に入党）。一方で既存保守政党の民主党や平民党から出馬した盧武鉉や李海瓚といった在野出身候補者は大部分が当選し、地域主義に基づく政党政治体制の壁の厚さを痛感させられる結果となった。
| 地域         | 地域            | 党派   | 党派   | 党派   | 党派   |
| 地域         | 地域            | 民正党 | 平民党 | 民主党 | 共和党 |
| 合計         | 全国平均 得票率 | 34.0   | 19.3   | 23.8   | 15.6   |
| 合計         | 合計 議席数     | 87     | 54     | 46     | 27     |
| ------------ | --------------- | ------ | ------ | ------ | ------ |
| ソウル特別市 | 得票率          | 26.2   | 27.0   | 23.4   | 16.1   |
| ソウル特別市 | 議席数          | 10     | 17     | 10     | 3      |
| 仁川直轄市   | 得票率          | 37.5   | 14.1   | 28.3   | 15.5   |
| 仁川直轄市   | 議席数          | 6      | 0      | 1      | 0      |
| 京畿道       | 得票率          | 36.1   | 15.9   | 22.9   | 18.2   |
| 京畿道       | 議席数          | 16     | 1      | 4      | 6      |
| 江原道       | 得票率          | 43.6   | 4.0    | 21.6   | 20.2   |
| 江原道       | 議席数          | 8      | 0      | 3      | 1      |
| 忠清北道     | 得票率          | 43.7   | 1.4    | 16.0   | 33.3   |
| 忠清北道     | 議席数          | 7      | 0      | 0      | 2      |
| 忠清南道     | 得票率          | 30.2   | 3.8    | 15.0   | 46.5   |
| 忠清南道     | 議席数          | 2      | 0      | 2      | 13     |
| 光州直轄市   | 得票率          | 9.7    | 88.6   | 0.4    | 0.6    |
| 光州直轄市   | 議席数          | 0      | 5      | 0      | 0      |
| 全羅北道     | 得票率          | 28.8   | 61.5   | 1.3    | 2.5    |
| 全羅北道     | 議席数          | 0      | 14     | 0      | 0      |
| 全羅南道     | 得票率          | 22.9   | 67.9   | 0.8    | 1.3    |
| 全羅南道     | 議席数          | 0      | 17     | 0      | 0      |
| 釜山直轄市   | 得票率          | 32.1   | 1.9    | 54.3   | 6.8    |
| 釜山直轄市   | 議席数          | 1      | 0      | 14     | 0      |
| 大邱直轄市   | 得票率          | 48.2   | 0.7    | 28.4   | 13.2   |
| 大邱直轄市   | 議席数          | 8      | 0      | 0      | 0      |
| 慶尚北道     | 得票率          | 51.0   | 0.9    | 24.5   | 16.0   |
| 慶尚北道     | 議席数          | 17     | 0      | 2      | 2      |
| 慶尚南道     | 得票率          | 40.2   | 1.0    | 36.9   | 10.3   |
| 慶尚南道     | 議席数          | 12     | 0      | 9      | 0      |
| 済州道       | 得票率          | 36.0   | 6.0    | 27.1   | 3.4    |
| 済州道       | 議席数          | 0      | 0      | 1      | 0      |

出典：議席数は、アジア経済研究所編『アジア動向年報　1989』（アジア経済研究所）、表1　第13回総選挙政党別当選者確定者数（25頁）。得票率は、大西裕「第5章　韓国の場合　地域主義とそのゆくえ」、表5　民主化以降の国会議員選挙政党別得票率（198〜199頁）、梅津實・森脇俊雅・坪郷實・後房雄・大西裕・山田真裕共著『新版 比較選挙政治 21世紀初頭における先進6カ国の選挙』ミネルヴァ書房。

### 盧泰愚政権後半から金泳三政権時代
盧泰愚政権から金泳三政権時代における政党体制は、三党合同による民自党の誕生、金大中の政界復帰、金鍾泌の新党結成など「三金」を主軸とした再編成がなされた。

#### 三党合同
88年の国会議員選挙で民正党が国会過半数を失ったことに危機感を抱いた盧泰愚大統領は1990年1月22日、民主党（金泳三総裁）及び共和党（金鍾泌総裁）と合同して「民主自由党」（民自党）を結成することを宣言、2月に合同大会を開催して民自党を正式に発足させた。民自党発足で、絶対的少数政党へと転落した平民党は、3党合同に反対した民主党議員や無所属議員が結成した「民主党」との合同を模索、在野勢力との合同（平民党→新民主連合党）を経て、1991年に新たな「民主党」（共同代表：金大中・李基澤。中央選挙管理委員会に届け出た法的代表者は金大中のみ）を発足させた。この結果、政党体制の構図は、一盧三金の出身地域に依拠した多党制から「反湖南VS湖南」による両党制へと変化することになった。
| 政党       | 地盤地域                | 備考                                               |
| ---------- | ----------------------- | -------------------------------------------------- |
| 民主自由党 | 慶尚道（PK+TK）・忠清道 | 民主正義党と統一民主党、新民主共和党が合同して結成 |
| 民主党     | 全羅道＋PK勢力の一部    | 新民主連合党と（ミニ）民主党が統合して結成         |

| 党派         | 1989年12月19日 現在 | 1989年12月19日 現在 | 1990年3月16日 現在 | 1990年3月16日 現在 | 備考                                         |
| 党派         | 議席                | 率                  | 議席               | 率                 | 備考                                         |
| ------------ | ------------------- | ------------------- | ------------------ | ------------------ | -------------------------------------------- |
| 民主正義党   | 129                 | 43.1                |                    |                    |                                              |
| 統一民主党   | 59                  | 19.7                |                    |                    |                                              |
| 新民主共和党 | 35                  | 11.7                |                    |                    |                                              |
| 民主自由党   |                     |                     | 217                | 73.1               | - 1月22日、三党合同を宣言 - 2月6日、合党大会 |
| 平和民主党   | 71                  | 23.4                | 70                 | 23.6               |                                              |
| 非交渉団体   | 6                   | 2.0                 | 10                 | 3.4                |                                              |
|              | 299                 |                     | 297                |                    |                                              |

出典：교섭단체 구성 및 변천 추이（交渉団体構成及び変遷推移）『대한민국국회 60년사』633頁
翌1992年3月の総選挙では、経済政策などに対する不満から民自党が議席数を大幅に減らし過半数を割り込んだ（選挙後、無所属當選者を入党させて過半数を確保）。反対に民主党や統一国民党（現代グループ総帥の鄭周永が、同年1月に結成）が躍進した。しかし、同年12月に行われた大統領選挙では、嶺南地域の固い地盤に支えられた金泳三（民自党）が金大中（民主党）に大差をつけて当選することができた。一方、二金の間で埋没し、敗北した鄭周永は選挙後に政界引退を表明、彼が率いていた国民党は五月雨式に離党者が続出し、群小政党に転落した。

#### 「三金」体制の復活
35年ぶりに行われた1995年の地方自治選挙を前に、民自党内における主導権争いに敗れた金鍾泌は同党を離脱し、TK勢力の一部と旧統一国民党を取り込む形で自由民主連合（自民連）を結成した。そして、地方自治選挙後の7月に政界復帰を表明した金大中が新党・新政治国民会議（国民会議）を結成、民主党から多数の議員が参加したことで野党第1党となり、「三金」が復活することとなった。
翌年4月の第15代国会議員選挙では、民自党から党名を改めた新韓国党、国民会議、自民連、それぞれの党が地盤とする地域で勝利を収め、反「三金」と反「地域主義」を前面に打ち出した民主党が敗北した。こうして、三金の出身地域に依拠した三党体制が構築され、「三金」の政治的影響力がより強化される結果となった。
| 政党     | 総裁   | 地盤地域            |
| -------- | ------ | ------------------- |
| 新韓国党 | 金泳三 | 慶尚道地域（PK+TK） |
| 国民会議 | 金大中 | 全羅道地域          |
| 自民連   | 金鍾泌 | 忠清道地域          |

国会議員選挙の翌1997年に行われた大統領選挙において、国民会議の金大中候補は自身を弾圧した朴正熙政権の中枢にいた金鍾泌が率いる自民連と連合し、国務総理を自民連から出すことや議院内閣制改憲を2000年までに行うことを旨とする協定を結んだ（DJP連合）。一方、与党であった新韓国党（総裁：李会昌）は民主党（総裁：趙淳）と合同し、ハンナラ党を創党したが、盧武鉉はハンナラ党には入党せず、国民会議への合流を選択した（入党した国民会議では副総裁に就任）。こうして選挙は、李会昌（ハンナラ党）と金大中（国民会議）、新韓国党を離党した李仁済（国民新党）の事実上3人による争いとなり、金大中が僅差で李会昌を破って当選を果し、韓国憲政史上初めてとなる与野党間の平和的政権交代が実現した。

### 金大中政権時代
国民会議と自民連の連合で1998年2月に誕生した金大中政権であったが、表11に示されるようにハンナラ党が国会で過半数を占めており、少数与党としてのスタートとなった。
| 政党                     | 政党       | 議席数 | 備考                           |
| ------------------------ | ---------- | ------ | ------------------------------ |
| 与党（121議席）          | 国民会議   | 78     |                                |
| 与党（121議席）          | 自民連     | 43     |                                |
| 野党（163議席）          | ハンナラ党 | 163    | 新韓国党と民主党が統合して結成 |
| 非交渉団体               | 非交渉団体 | 12     | 国民新党（8名）含む            |
| 総議員数296名（欠員3名） |            |        |                                |

出典：大韓民國國會事務處編『大韓民國國會60年史』（大韓民國國會事務處）742頁の表「교섭단체 의원 변동현황」（交渉団体議員変動現況）
そのため、金鍾泌の国務総理同意案は6ヶ月以上も承認が遅れ、当初国務総理代理としての任命を余儀なくされるなど、国政運営に困難がつきまとった。こうした状況を打開するために、野党議員の切り崩しと群小政党（国民新党）の取り込みを図った。こうして1998年9月に与党は過半数を確保することができた。
| 政党            | 政党       | 議席数 | 備考                                       |
| --------------- | ---------- | ------ | ------------------------------------------ |
| 与党（153議席） | 国民会議   | 101    | 国民新党7名（残る1名は自民連に入党）が合流 |
| 与党（153議席） | 自民連     | 52     |                                            |
| 野党（140議席） | ハンナラ党 | 140    |                                            |
| 非交渉団体      | 非交渉団体 | 6      |                                            |
| 欠員0名         |            |        |                                            |

出典：大韓民國國會事務處編『大韓民國國會60年史』（大韓民國國會事務處）742頁の表「교섭단체 의원 변동현황」（交渉団体議員変動現況）
国民会議と自民連は公約として1999年末までの議員内閣制への移行を掲げていたが、議員内閣制に消極的であった金大中大統領は、経済危機の状況から議員内閣制へ移行するための憲法改正は不可能であると主張し、与党内部で対立が生じ始めた。當時、与党は過半数を占めてはいたが（160議席）、憲法改正に必要な3分の2の議席（199議席）は確保していなかった。そのため改憲を強行すれば連立政権が崩壊し、自民連も野党に転落する可能性があったため、自民連は改憲断念に追い込まれた。その一方で、金大中大統領は2000年4月に行われる国会議員総選挙に向け、新たな体制で臨み單獨勝利するために、自身の政党である国民会議を新党に改編するための準備を進め、2000年1月20日に新党「新千年民主党」（民主党）の結党大会を開催し、国民会議は民主党に合流した。対する野党のハンナラ党においても国会議員選挙の公薦を巡って、趙淳名誉総裁や李基澤顧問などの党重鎮が同党を離党し、民主国民党（民国党）を3月に結成した。

#### 三党体制から両党制へ
民主党発足後の2000年4月に行われた国会議員選挙は、与党の新千年民主党と野党のハンナラ党が第1党を巡って争う構図となったが、ハンナラ党が民主党に18議席の差をつけて133議席を確保して第1党となった。一方、民主党は改選前の議席を大きく伸ばしたものの115議席（選挙後、無所属当選者4名が入党して第16代国会開院時には119名となった）で第2党に留まった。一方、選挙前に民主党との連立を解消した自民連は、地盤である忠清道で民主党やハンナラ党に支持を奪われ議席を大幅に減らし、院内交渉団体の結成に最低限必要な20議席すら下回る17議席に留まり惨敗した。結果、ハンナラ党と民主党で全体議席の9割を占める結果となり、「3金」が主導してきた三党体制からハンナラ党と民主党による両党制へと変化した。地域別で見た場合、ハンナラ党は嶺南地域65議席中64議席（残り1議席は無所属の鄭夢準）を、民主党は湖南地域29議席中25議席（残り4議席は民主党系無所属）を確保し、地域対立に基づいた政治構造に変化は見られなかった。
一方でこの選挙では、全国区候補の内30%以上を女性に割り当てる制度が導入されたことで女性当選者が前回選挙よりも増加した他、386世代に代表される運動圏（権威主義政権時代の韓国における政治用語で、法制度の枠内、所謂「制度圏」で活動する野党に対し、制度圏の枠外で活動する所謂「在野」の民主化運動勢力の中で学生運動出身者など急進的な立場に位置する人々の総称）出身者も多数当選するなど変化も見られた。

#### 政党システム変化の兆し
民主化以降に表面化した地域感情を対立軸とした政党体制が作られ、国会議員選挙や大統領選挙においても慶尚道と全羅道を中心とした地域対立が選挙結果を左右してきた。しかし2002年の大統領選挙では地域対立と全く異なる新たな局面が生じた。
1998年に発足した金大中政権は2001年になると、経済政策や人事面での失政から支持率が急落し、2002年に予定されていた大統領選挙では勝てる見込みが低かった。前回選挙では忠清道を地盤とする自民連と連合することで金大中が勝利したが、その自民連は2000年の総選挙において敗北し、地盤としていた忠清道における動員力も大きく低下した上に、政権発足時の公約であった議員内閣制改憲実施が反故にされたことを理由に野党に転じていた。そのため、民主党は党機構を改革して、次期大統領候補を党員以外の一般有権者も参加して選ぶ予備選挙を実施することで事態の打開を図った。
党機構改革では、総裁職を廃止して最高委員で構成される最高委員会による集団指導体制の導入、大統領は党代表職を兼任できない、など有力政治指導者による党支配を改め、より党の自立性を強化する改革が行われた。そして、大統領選挙人団の内、50%を党員では無い一般有権者で構成される「国民選挙人団」に配分することも決められた。この民主党の党改革は国民の関心を引き起こし、ハンナラ党においても候補者予備選挙で一般有権者が投票できるように党憲・党規が改められた。
こうして行われた民主党の大統領候補予備選挙の結果、嶺南出身者であるため党内基盤が脆弱であったが反地域主義者で20代〜30代に支持が高い盧武鉉が、「ノサモ」（2000年4月の16代総選で釜山から出馬して落選した盧武鉉を支持する人々がインターネット上で結成したファンクラブ）を元に支持を拡大し、党内多数派の支持を得ていた李仁済を破って当選を果たした。その後、日韓ワールドカップを成功に導き有力候補と目されていた鄭夢準との候補者一本化を果たした盧武鉉は、12月の大統領選挙でハンナラ党の李会昌を僅差で破って勝利を果たしたが、「地域主義」によるこれまでの政党体制に代わる新たな政党体制システムへの変化の兆しが現れた選挙となった。まず、地域別で見た場合盧武鉉が湖南地域で、李会昌が嶺南地域で高い支持を得ており、地域主義の構造自体に大きな変化は現れなかったが、20〜30代の若年層における支持で李会昌に勝利したことが盧武鉉の勝因であった（表8参照）。また、対米・対北朝鮮政策など盧武鉉と李会昌の両候補間における政治理念の差が明確になった選挙でもあり、進歩主義的傾向の強い有権者は盧武鉉へ、保守的傾向の強い人は李会昌へと有権者の政治的立場の違いによって投票傾向が分かれ、これまでの選挙では争点にならなかった政治的理念や傾向が結果を左右した。
| 年代     | 盧武鉉 | 李会昌 |
| -------- | ------ | ------ |
| 20代     | 59.0   | 34.9   |
| 30代     | 59.3   | 34.2   |
| 40代     | 48.1   | 47.9   |
| 50代     | 40.1   | 57.9   |
| 60代以上 | 34.9   | 63.5   |

出典：梅津實、森脇俊雅、坪郷實、後房雄、大西裕、山田真裕共著『新版 比較選挙政治 21世紀初頭における先進6カ国の選挙』ミネルヴァ書房、215頁の表7「第16代大統領選挙での世代別得票率」より。元の出所は2002年12月19日にMBCが実施した世論調査。

### 盧武鉉政権時代
盧武鉉政権では、これまで殆ど存在しなかった「進歩主義－保守」という政治的理念や立場による政治的対立が生じ、ウリ党の発足や民主労働党の院内進出など、地域主義に基づく従来からの政党体制に代わる新たな変化も見られた。しかし、任期末期になると与党勢力の離合集散が再現され、韓国における政党制度の脆弱性を露呈する結果となった。

#### 「ウリ党」の誕生
2002年大統領選挙で勝利した盧武鉉であったが、野党ハンナラ党が過半数を占めていた上、与党であるべき（新千年）民主党では非主流派に位置し基盤が脆弱であったため、党内をまとめあげることが出来なかった。そのため、政権発足直後から新主流派（親盧武鉉）と旧主流派（親金大中）との間で確執が続き、新主流派は2003年9月20日にハンナラ党から離党した議員と共に院内交渉団体「国民参与統合新党」（統合新党）を結成し、分党する事態となった。そして盧武鉉大統領も29日に民主党を離党した。統合新党は柳時敏らの改革国民政党や民主党からの離党者を加えて11月11日に結成党大会を開催し「開かれたウリ党」（ウリ党）となった。しかしウリ党の所属議員は47名で、国会内ではハンナラ党と民主党に次ぐ第3党で3分の1にも満たなかった。
| 交渉団体（党派） | 第235回 （1月28日） | 第243回 （12月9日） | 備考 |
| ---------------- | ------------------- | ------------------- | --- |
| ハンナラ党       | 151                 | 149                 | |
| 民主党           | 103                 | 60                  | |
| 開かれた ウリ党  | －                  | 47                  | - 9月20日、「国民参与統合新党」として登録。 - 10月24日、「開かれたウリ党準備委員会」に名称変更 - 11月27日、「開かれたウリ党」として登録。 |
| 非交渉団体       | 18                  | 16                  | 自民連、民国党、国民統合21を含む |

出典：국회사무처（大韓民國國會事務處）『대한민국국회 60년사（大韓民國國會60年史）』の제19장 제16대 국회（第19章 第16代国会）〈교섭단체 변천 및 의원 변동현황〉（交渉団体変遷及び議員変動現況）807〜808頁を元に作成。注：本表では、盧武鉉政権発足直後とウリ党発足直後の交渉団体議席数の変動について取り上げている。

#### ウリ党の躍進、民労党の院内進出
翌2004年3月、盧武鉉大統領のウリ党支持発言、大統領選挙における不正、経済失政を理由として国会に提出された弾劾訴追案が野党・ハンナラ党と民主党の圧倒的賛成多数で可決された。これに対し、弾劾訴追は党利党略であると反発した有権者の支持がウリ党を押し上げ、支持率で第一党となり、弾劾を推進したハンナラ党と民主党の支持率は急落する結果となった。支持率が急落し、敗北の危機に直面したハンナラ党は、朴正熙元大統領の長女で国会議員の朴槿恵を党代表に選出、強い支持基盤である嶺南地域を中心に支持の巻き返しを図った。
2004年4月15日に行われた総選挙は、ウリ党が現有議席を3倍以上に増やす152議席を得て躍進し、第1党となった。一方ハンナラ党は、朴槿恵が代表になったことで嶺南地域を中心に支持を巻き返すことに成功し、議席を減らして第2党となったものの、121議席を獲得、議席減を最小限に抑えることに成功した。これに対し、弾劾訴追をハンナラ党と一緒に推進した民主党は、本来の支持基盤である湖南地方をウリ党に奪われ、選挙前より50議席以上を減らして惨敗した。
ウリ党躍進とともに注目されたのは、第1共和国時代の進歩党以来となる左派政党の民主労働党（民労党）が政党得票率で民主党を上回る13%を得て院内進出に成功したことである。地域別得票では16市道全てで平均10%台の支持を得ており、三金に代表された政治的領袖の出身地を支持基盤として成立してきた地域割拠的政党体制に一石を投じる結果となった。ウリ党とハンナラ党の得票率はともに30%台で並び、その差は数パーセント足らずであったが、湖南地域と嶺南地域ではそれぞれの党が全国平均より極端に票が偏る現象がこの選挙でも生じた。ただウリ党はハンナラ党の地盤である嶺南地域でも20〜30%台の支持を集めることに成功しており、反湖南感情が強い嶺南地域でも一定の支持を集めることに成功した。

#### ウリ党の解体と離合集散

2006年広域自治団体長選挙における党派別当選図。青がハンナラ党、黄がウリ党、緑は民主党。

第17代総選挙では、弾劾に反対する国民の支持を集めて第一党になったウリ党であるが、党分裂による支持基盤の弱体化、経済政策の失敗などから国民の支持が急落、2005年と2006年に行われた国会議員再選挙ではいずれも全敗した。そして2006年5月に行われた全国同時地方選挙でも、広域自治団体長当選者は鄭東泳議長の出身地である全羅北道のみ、広域議員選挙でも首都圏地域区で全敗する結果となった。相次ぐ選挙で全敗し、このままでは2007年の大統領選挙を戦うことが出来ないと考えたウリ党内では、かつて袂を分かったはずの民主党（2005年に新千年民主黨から党名改称）を含めた進歩主義勢力の統合新党を模索する動きが強まった。
|                           |                           | ウリ党 （統合新党集い） | ハン ナラ党 | 民主党 | 民労党 | 自民連 （国民中心党） | 無所属 |
| ------------------------- | ------------------------- | ----------------------- | ----------- | ------ | ------ | --------------------- | ------ |
| 第17代総選挙（2004年4月） | 第17代総選挙（2004年4月） | 152                     | 121         | 9      | 10     | 4                     | 3      |
| 2005年                    | 4月30日再補選             | 146                     | 125         | 9      | 10     | 3                     | 6      |
| 2005年                    | 10月26日再補選            | 144                     | 127         | 11     | 9      | 3                     | 5      |
| 2006年                    | 7月26日再補選             | 142                     | 127         | 12     | 9      | 5                     | 5      |
| 2006年                    | 10月25日再補選            | 141                     | 127         | 12     | 9      | 5                     | 5      |
| 2007年                    | 4月25日再補選             | 108（24）               | 128         | 12     | 9      | (6)                   | 12     |

出典：총선 및 재․보궐선거에 따른 의원 변동상황（総選および再・補欠選挙における議員変動状況）。국회사무처（大韓民國國會事務處）『대한민국국회 60년사（大韓民國國會60年史）』、873頁。
注：自民連は、2006年2月20日にハンナラ党との統合を決定。一部勢力は1月17日に元忠清南道知事である沈大平が結成した国民中心党に参加した。
こうした中、与党系及び中道勢力の重鎮であった高建元国務総理が大統領選挙への出馬を断念（1月16日）した。このことをきっかけに議員の離党が相次ぎ、2月6日に金ハンギル前ウリ党院内代表など23人が集団離党したことでウリ党は第2党に転落することになった。こうしてウリ党は結党から4年目にして解党への道を突き進むこととなった。集団脱党した議員グループは2月17日に院内交渉団体として国会に登録した「統合新党の集い」（통합신당모임）を、5月7日に「中道改革統合新党」を結成、翌6月に金大中前代表の元与党である民主党と合併して「中道統合民主党」（8月に党名を再度「民主党」に変更）を発足させた。
一方で鄭東泳や金槿泰、ハンナラ党を離党した孫鶴圭を中心に与党系勢力の結集を図る動きが展開され、8月5日に民主党からの離党者も合流した「大統合民主新党」が発足、20日に親盧武鉉派のみとなったウリ党を吸収合併して第一党となった。こうしてウリ党は結成からわずか3年余りでその歴史に幕を下ろすこととなった。
| 2007年 | 2月6日  | 金ハンギル前院内代表を中心とする23名がウリ党を集団脱党                                       |
| 2007年 | 2月17日 | 集団離党グループ、院内交渉団体「統合新党の集い」として登録                                   |
| 2007年 | 5月7日  | 金ハンギルを中心とするウリ党離党者で「中道改革統合新党」（統合新党、代表：金ハンギル）を結成 |
| 2007年 | 6月17日 | 文喜相元ウリ党議長を中心とする議員17名がウリ党を集団脱党                                     |
| 2007年 | 6月27日 | 統合新党と民主党が統合して「中道統合民主党」（統合民主党）発足                               |
| 2007年 | 8月3日  | 統合民主党から金ハンギルら19名脱党。党名を「民主党」に戻す（13日）                           |
| 2007年 | 8月5日  | ウリ党離党者を中心に「大統合民主新党」（民主新党）結成。呉忠一を代表に選出。                 |
| 2007年 | 8月20日 | 民主新党、ウリ党を吸収合併。第一党（143議席）となる。                                        |
| 2008年 | 2月17日 | 民主新党と民主党が合同。「統合民主党」発足                                                   |

出典：열린우리당 창당에서 대통합신당과의 합당까지（開かれたウリ党から大統合新党との合同まで）、前掲著876頁。アジア経済研究所編『アジア動向年報 2008』
12月に行われた大統領選挙は事実上、ウリ党の後身である民主新党の鄭東泳（チョン・ドンヨン）候補と第1野党ハンナラ党の李明博（イ・ミョンバク）候補、元ハンナラ党総裁で元同党大統領候補であった李会昌（イ・フェチャン）候補の3者による争いとなった。選挙の結果、李明博候補が鄭東泳候補らに圧倒的大差をつけて当選を果たし、ハンナラ党は1997年の選挙以来、3度目の大選挑戦で与党になった。

#### 18代総選を前にした離合集散
前年12月の大統領選挙で勝利した李明博候補は2月28日、正式に第17代大韓民国大統領に就任した。就任直後の4月8日、第17代国会議員の任期満了に伴う国会議員総選挙が行われた。この総選挙を前に、新たに与党となったハンナラ党、野党に転落した民主新党、両党以外の政党を含めた離合集散が展開された。
| 党派           | 地域區 | 比例 代表 | 合計 |
| -------------- | ------ | --------- | ---- |
| 大統合民主新党 | 114    | 23        | 137  |
| ハンナラ党     | 109    | 21        | 130  |
| 民主労働党     | 1      | 8         | 9    |
| 民主党         | 2      | 4         | 6    |
| 国民中心党     | 4      | 0         | 4    |
| 真の主人連合   | 1      | 0         | 1    |
| 創造韓国党     | 1      | 0         | 1    |
| 無所属         | 10     |           | 10   |
| 合計           | 242    | 56        | 298  |

出典：〈정당별 의석수 변화(2004년-2008년)〉（政黨別　議席數　變化（2004年－2008年））、국회사무처（大韓民國國會事務處）『대한민국국회 60년사（大韓民國國會60年史）』、877頁を元に作成。
民主新党と民主党、統合
ウリ党の後継政党である民主新党は、進歩主義勢力の結集を図るべく民主党との大統領選挙候補者一本化と合同を模索し、一時は候補者一本化と両党の統合で合意（2007年11月12日）したが、統合後の党運営をめぐって対立し決裂（11月20日）、統合は白紙となった。その後、大統領選挙で惨敗した民主新党（孫鶴圭代表）は2月11日、民主党（朴相千代表）との統合を宣言、2008年2月17日に「統合民主党」（民主党）を正式に発足させた。この統合で、2003年にウリ党創党が原因で旧新千年民主党が分裂して以来、約4年5ヶ月ぶりに一つの政党に戻る形となった。
自由先進党の発足
大統領選挙で善戦した李会昌は保守新党を結成する意向を表明、1月の「自由新党」（仮称）の設立発起人大会を経て、2月1日に自由先進党（先進党）を結成した。同月12日、かねてから李会昌の新党に合流する意向を示していた元忠清南道知事の沈大平が率いる国民中心党と合併した。
民主労働党の分裂と進歩新党結成
前年の大統領選挙で同党の大統領候補である権永吉が、国会議席1議席のミニ政党である創造韓国党の文国現に差をつけられ5位に留まる不本意な結果となったことをきっかけに、親北朝鮮（親北）路線を採る自主派と、親北路線に批判的な平等派との対立が深まった。選挙後の党運営を担う非常対策委員会（非常委）で、親北路線からの決別、運動圏政党からの脱却、非正規社員など民主労総外の人々の支持も集めることができる党を目指す党改革案が否決されたことをきっかけに平等派党員の離党が相次いだ。そして3月2日、民労党を離党した魯会燦・沈相奵元議員を中心とした進歩新党が発足した。
親朴派公薦排除と「親朴連帯」結成。
18代総選挙をひかえ行われた公薦候補者審査の過程で現職候補者の多くが公薦を外された。政権を奪回後、初めて総選挙となるハンナラ党においても元党代表で李明博大統領と大統領候補の座を争った朴槿恵に近いグループ（親朴派）が公薦から脱落した。現に公薦審査を通過した公薦候補者の大半が親李派で、地域區候補者245名中157名を占めたのに対し、親朴派は44名に留まった。この点に強い不満を戴いた親朴派の議員は、3月17日にハンナラ党を離党して新党「親朴連帯」と「無所属連帯」を結成して、総選挙に挑んだ。

### 李明博政権時代
李明博政権発足直後に行われた第18代総選挙の結果、民主党の獲得議席数は81議席と4年前の161議席（ウリ党と民主党の合計）から半減、国会総議席数の3分の1を大きく下回る結果となった。また民労党も党分裂が影響して5議席と4年前の半分に留まる厳しい結果となった。一方、与党に返り咲いたハンナラ党は過半数を上回る議席数を確保することに成功した。

#### 野党連合
総選挙勝利で、大統領と国会、地方自治体（全羅道を除く）の三つの権力を掌握したハンナラ党と李明博政権に対抗するため野党勢力は、民主党と他の群小政党（民労党・創造韓国党・国民参与党・進歩新党）に市民社会勢力を加えた共同体を組織する道が模索されるようになった。李明博政権発足直後に起きた米国産牛肉反対運動（蝋燭デモ）が一段落した後の2008年11月、金大中元大統領の「民主労働党、民主党、市民団体を網羅した広範囲な連合」の呼びかけに続き、民主党・民労党・進歩新党・創造韓国党と蝋燭デモに参加した市民団体で構成される民生・民主国民会議が発足したことで、「民主連合」に向けた議論が活発化した。
2010年6月の全国同時地方選挙を目指した野党連合の議論が活発化、地方選挙において選挙連合を組織した。ソウル市や京畿道の首長選挙では民主党と小政党（進歩新党・国民参与党）の間で合意が成立しないなどの課題もあったが、野党は2006年選挙と比較して当選者を1.8倍に増やしハンナラ党に圧勝するなど大きな成果を得た。

#### 統合政党の結成
地方選挙での成功を受け、野党勢力は連合からさらに進み、2012年に行われる総選挙と大統領選挙をにらんだ野党勢力統合（新党結成）を模索するようになった。
野党勢力統合は当初、保守系の先進党を除く民主党や民労党など広範な進歩勢力を一つにまとめる連合政党を目指していたが、中道色が強い民主党と進歩色が強い民労党や進歩新党などとの間で大きな隔たりがあったため、民労党と進歩新党離党派及び参与党が合同した統合進歩党が12月5日に、民主党と市民統合党（親盧系市民団体が結成）及び韓国労働組合総連盟（韓国労総）の合同による民主統合党が12月16日に、それぞれ結成された。